# Галлей, Эдмунд
Э́дмунд Галле́й (Э́дмонд Хэ́лли, англ. Edmond Halley; 29 октября (8 ноября) 1656 — 14 (25) января 1742) — английский астроном, геофизик, физик и демограф, внёс крупный вклад во все перечисленные науки. Наиболее известен исследованиями кометы, которой присвоено его имя — Галлей показал периодичность её появления и высказал мнение об аналогичном поведении других комет.
Член Лондонского королевского общества (1678), иностранный член Парижской академии наук (1729). Королевский астроном с 1720 года

## Произношение
В русскоязычной традиции исторически утвердилось транслитеративное написание Галлей, хотя сам Галлей произносил свою фамилию примерно как Холи, а в наши дни преобладает произношение, близкое к Хэли или (в США) Хейли.

## Биография и научная деятельность
Родился 29 октября 1656 года (по юлианскому календарю, действовавшему в Англии до 1752 года) в небольшой деревушке Хаггерстон (ныне окраина Лондона) в семье зажиточного мыловара. Учился в школе святого Павла, затем, с 1673 года, в Куинз-колледже в Оксфорде.
Ещё в 1676 году, будучи студентом третьего курса Оксфордского университета, Галлей опубликовал свою первую научную работу — «Об орбитах планет» — и открыл большое неравенство Юпитера и Сатурна (скорость всё время возрастает у одной планеты — Юпитера — и уменьшается у другой). Это открытие впервые поставило перед астрономами важнейший для человечества вопрос об устойчивости, долговечности Солнечной системы. В 1693 году Галлей обнаружил вековое ускорение Луны, что могло свидетельствовать о её непрерывном приближении к Земле.
Покинув Оксфорд, Галлей посетил в 1676 году остров Святой Елены в Южной Атлантике с целью изучения звёзд Южного полушария. В 1677 году Галлей предложил новый метод определения расстояния до Солнца, то есть величины астрономической единицы. Для этого необходимо было наблюдать прохождение Венеры по диску Солнца из двух мест, удалённых по широте. Способ Галлея позволил к концу XIX века в 25 раз снизить ошибку при определении солнечного параллакса.
Возвратился в Англию в ноябре 1678 года, а в 1679 году издал «Каталог Южного неба», в который включил информацию о 341 звезде Южного полушария. За особые достижения Галлей был представлен к званию магистра астрономии в Оксфорде и был принят в члены Лондонского королевского общества. В Англии Галлей занялся исследованием силы, которая управляет движением планет. В 1684 году он пришёл к выводу, что эта сила обратно пропорциональна квадрату расстояния до планеты. Однако решить задачу, каковы будут формы орбит, определяемые действием такой силы, Галлей, как и другие физики, не мог. Между тем проблема почти за два десятка лет до него была решена Исааком Ньютоном, который, однако, свои результаты публиковать не собирался. Узнав об этом, Галлей убедил Ньютона возобновить исследования и взял на себя расходы по их публикации. Так увидели свет знаменитые «Математические начала натуральной философии» (1687). Галлей написал на латыни восторженное посвящение их великому автору.
В 1682 году Галлей женился на Мэри Тук (Mary Tooke),  дочери аудитора казначейства, у них родились трое детей — Эдмонд, Маргарет и Кэтрин.
В 1692 году Галлей, прославившийся своими многочисленными и важными открытиями, был выдвинут кандидатом на должность профессора математики в Оксфорде, однако помешала репутация Галлея как убеждённого атеиста. Проверить это серьёзное по тем временам обвинение поручили епископу Бентли. Галлей не стал притворяться и искренне признался, что не является христианином, после чего профессуру передали другу Галлея и ученику Ньютона, Дэвиду Грегори.
Галлей внёс огромный вклад в становление демографической науки. В 1693 году он построил первую полную таблицу смертности для населения города Бреславля (Вроцлав), включив в неё младенческую и детскую смертность. Галлей дал определение основных показателей таблицы смертности, исчислил вероятности дожития и кончины для своих современников, ввёл в науку понятие средней продолжительности предстоящей жизни, сформулировал методику регулирования тарифов в страховании жизни при помощи таблицы смертности. Фактически, Галлей является основателем теории актуарных расчётов в сфере страхования жизни. Ввёл понятие нормы процента или нормы роста денег в страховании. Форма таблицы смертности Галлея и принципы её построения используются в страховании по сей день.
В 1698—1700 гг. Галлей, приняв под своё командование 6-пушечный пинк HMS Paramour, произвёл множество измерений магнитного склонения во время экспедиции по Атлантическому океану и в 1701 г. составил на основе своих данных первую опубликованную и дошедшую до нас карту магнитных склонений, в которой впервые применил изогоны. Дополнив карту присланными ему данными, в 1702 г. он составил аналогичную карту мира, активно использовавшуюся в последующие полвека. Практика именования изогон «галлеевыми линиями» продержалась ещё дольше: в русском языке — до самого начала XX века.
С именем Эдмунда Галлея связан и коренной перелом в представлениях о кометах. В Новое время до Ньютона все считали их чужеродными странниками, лишь пролетающими сквозь Солнечную систему по незамкнутым параболическим орбитам. После того как в 1680 и 1682 годах появились две яркие кометы, Галлей рассчитал и опубликовал в 1705 году орбиты 24 комет и обратил внимание на сходство параметров орбит у нескольких из них, наблюдавшихся в XVI—XVII веках, с параметрами кометы 1682 года. Промежутки времени между появлениями этих комет оказались кратными 75—76 годам. В 1716 году он опубликовал подробные расчёты, указал, что это одна и та же комета, и следующее её появление должно произойти в конце 1758 года. И действительно, она была обнаружена Иоганном Георгом Паличем 25 декабря 1758 года. Возвращение кометы в предсказанный срок стало первым триумфальным подтверждением теории тяготения Ньютона и прославило имя самого Галлея. Эта комета в наши дни называется Halley, 1P или кометой Галлея.
В статье 1714 года Галлей сделал смелый вывод, что болиды, до того считавшиеся воспламенёнными земными испарениями, являются скорее результатами встречи Земли со случайными сгустками космической межпланетной материи. Эта идея вдохновила более поздних исследователей и среди них — немецкого астрофизика Эрнста Хладни, родоначальника научной космической теории метеоритов и болидов (1794).
В 1718 году Галлей впервые показал условность традиционного названия «неподвижные звёзды». Чтобы уточнить постоянную прецессии, он сравнил современные ему каталоги звёзд с античными, и прежде всего с звёздным каталогом Гиппарха из «Альмагеста» Птолемея. На фоне однородной картины закономерного смещения всех звёзд Галлей обнаружил удивительный факт: «Три звезды… Глаз Тельца Альдебаран, Сириус и Арктур прямо противоречили этому правилу». Так было открыто собственное движение звёзд. Оно получило окончательное признание в 1770-е годы, после измерения немецким астрономом Тобиасом Майером и английским астрономом Невилом Маскелайном собственных движений десятков звёзд.
Галлей был первым, кто привлёк внимание астрономов к совершенно загадочным тогда объектам — туманностям. В статье 1715 года он уже утверждал, что это самосветящиеся космические объекты (а не уплотнения небесной тверди, отражающие солнечный свет, как допускали многие). Учёный также сделал и далеко идущее заключение, что таких объектов во Вселенной, «без сомнения», много больше и «они не могут не занимать огромных пространств, быть может, не менее, чем вся наша Солнечная система». В статье упоминались такие объекты, как туманность Ориона, галактика Андромеды, шаровое скопление ω Центавра (открытое в 1677 году Галлеем), а также скопление Дикая Утка.
В 1721 году Галлей высказал идею (ранее опубликованную Иоганном Кеплером), получившую в космологии наименование фотометрического парадокса: если пространство Вселенной содержит бесконечное количество звёзд, то ночное небо не может быть чёрным, а должно светиться целиком. Формулировка Галлея, однако, не совсем правильна: он полагал, что яркость этого свечения должна быть как у Млечного Пути, но на самом деле она должна быть гораздо больше, равной яркости поверхности Солнца, как позднее установил Ж.-Ф. Шезо. Кроме того, Галлей выдвинул аргумент, согласно которому формирование бесконечно большой вселенной с бесконечным количеством звёзд потребовало бы бесконечного времени, что он считал метафизическим парадоксом.
Научные заслуги Эдмунда Галлея были признаны ещё при жизни. С 1703 года он возглавлял кафедру геометрии Оксфордского университета, с 1713 года был учёным секретарём Лондонского королевского общества, с 1720 года — Королевским астрономом, то есть директором Гринвичской обсерватории (которую за свой счёт заново оборудовал инструментами).
В 1710 году опубликовал перевод с арабского математических трудов последнего великого античного геометра Аполлония Пергского.
Скончался Эдмунд Галлей в Гринвиче 14 (25) января 1742 года. Имя его увековечено в названиях знаменитой кометы, кратера на Луне и кратера на Марсе.